# Голкар
Голкар (индон.  Partai Golongan Karya — Партия функциональных групп) — политическая партия в Индонезии. Ранее была известна как Объединённый секретариат функциональных групп (индон. Sekretariat Bersama Golongan Karya — Sekber Golkar).
Организация Секбер Голкар была основана в 1964 году на базе 97 общественных организаций. Вскоре после прихода к власти Сухарто Голкар стал правящей партией. В этот период Голкар стал тесно связанным с армией — большинство высших постов в Голкаре занимали военные. После того, как в начале 70-х система политических партий была реорганизована (осталось три реально участвовавших в выборах партии), Голкар неизменно получал более половины голосов на всех парламентских выборах до отставки Сухарто в 1998 году. Партия представляла собой правое крыло приверженцев идеологии Панчасила.
На первых всенародных президентских выборах 2004 года партия выдвинула кандидатом генерала Виранто, а вице-президентом при нём баллотировался Салахуддин Вахид — брат экс-президента Абдуррахмана Вахида и один из лидеров Нахдатул Улама. Виранто набрал 26 286 788 (22,15 %) голосов и во второй тур не прошёл. В то же время, представитель партии Юсуф Калла избирался в качестве вице-президента при Сусило Бамбанг Юдойоно и победил. На выборах 2009 года в президенты от Голкара избирался Юсуф Калла, а в вице-президенты при нём — Виранто. По итогам выборов Калла получил 15 081 814 (12,41 %) голосов и стал третьим. Представители Голкара входят в действующий кабинет министров: Агунг Лаксоно (индон. Agung Laksono) — министр-координатор по народному благосостоянию, Мохамад Сулейман Хидаят (индон. Mohamad Sulaeman Hidayat) — министр промышленности, Фадель Мухаммад (индон. Fadel Muhammad) — министр по морским делам и рыболовству.
На парламентских выборах 2004 года число голосов, поданных за партию, заметно выросло (с 11 до 20 %), что связывалось с ностальгией по относительно стабильному периоду правления Сухарто на фоне тяжёлого экономического положения в стране; в ходе выборов партия получила 128 мест в Совете народных представителей — на 8 больше, чем в 1999 году. На парламентских выборах 2009 года партия получила наибольший процент голосов в особой провинции Западное Папуа (31,6 %) и провинциях Горонтало (30 %), Южный Сулавеси (25,1 %), Северный Сулавеси (24,5 %), Риау (23,4 %), Южная Суматра (21,3 %), Западный Сулавеси (20,5 %) и Банка-Белитунг (20,4 %).
На парламентских выборах 2014 года партия получила 91 место в парламенте. Кандидат от Голкар Юсуф Калла был выдвинут кандидатом в вице-президенты в паре с представителем Демократической партии борьбы Индонезии Джоко Видодо на последних президентских выборах и одержал на них победу; его инаугурация прошла 20 октября 2014 года.

## Поддержка партии на парламентских выборах
|  |